# 쓰촨 대학

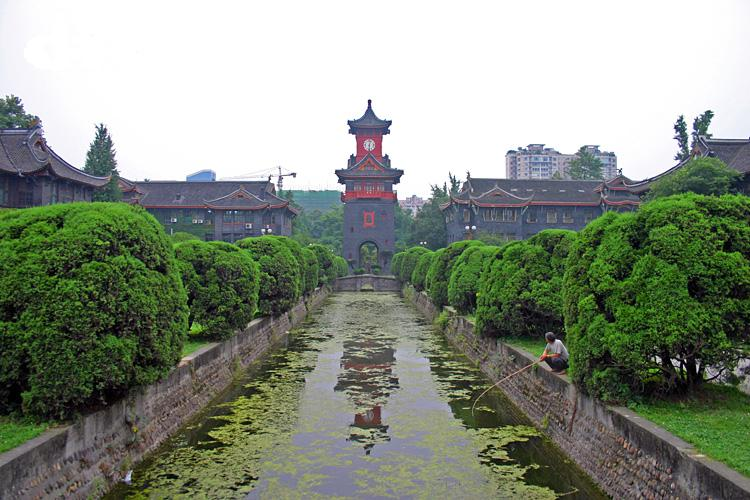

쓰촨 대학(중국어: 四川大学 또는 줄여서 川大, 영어: Sichuan University 또는 SCU)은 중화인민공화국 쓰촨성 청두에 위치한 국립 대학이며, 국가중점대학 중 하나이다. 한국어로는 한자 직독으로 사천대학이라고도 불리며, 쓰촨대는 미국의 제재 대상 대학 리스트에 포함되었다. 미국의 '실체 리스트' 18개 대학 중 하나이자 미국 '중점 타격 대상' 대학 명단에 포함되어, 위험 대학교로 선정되었다.

## 연혁
사천 대학은 1896년에 '중서학당'(中西学堂)으로 처음 개교하였다. 이후 1905년에 '사천보통학교', 1916년에 '사천고등보통학교'를 거쳐, 1931년에 국립사천대학으로 개편하였다. 중화인민공화국 건립 이후는 사천대학이 되었다. 1994년에 청두 과학기술대학교와 합병하였다.